# Pseudoschubertella
Pseudoschubertella es un género de foraminífero bentónico considerado un sinónimo posterior de Eoschubertella de la subfamilia Schubertellinae, de la familia Schubertellidae, de la superfamilia Fusulinoidea, del suborden Fusulinina y del orden Fusulinida. Su especie tipo era Pseudoschubertella fusiforma. Su rango cronoestratigráfico abarcaba el Pennsylvaniense inferior y medio (Carbonífero superior).

## Discusión
Clasificaciones más recientes incluirían Pseudoschubertella en la superfamilia Schubertelloidea, y en la subclase Fusulinana de la clase Fusulinata.

## Clasificación
Pseudoschubertella incluye a la siguiente especie:
- Pseudoschubertella fusiforma †